# Літописець великих князів литовських
«Літописець великих князів литовських» — пам'ятка білорусько-литовського літописання XV століття. У литовській історіографії відомий також як «І-а редакція Литовської хроніки». Описує історію Великого князівства Литовського і Руського від смерті Гедиміна у 1341 році до смерті Вітовта у 1430.
Літописець написано у формі суцільного оповідання без дат. Головні події про які у ньому йдеться — змова Кейстута та Ольгерда проти Євнута; династичні війни кінця XIV ст. між Ягайлом з одного боку та Кейстутом і Вітовтом з іншого; громадянська війна у Великому князівстві Литовському між Свидригайлом та Сигізмундом після смерті Вітовта. По своїй структурі літопис не має цілісного характеру. У його завершальній частині, Повісті про Поділля, місце дії переноситься на Поділля і розповідається про освоєння цього краю Гедиміновичами. 